# Фрунзе (Иглинский район)
Фрунзе (баш. Фрунзе) — деревня в Иглинском районе Башкортостана, входит в состав Калтымановского сельсовета.

## Географическое положение
Расстояние до:
- районного центра (Иглино): 24 км,
- центра сельсовета (Калтыманово): 6 км,
- ближайшей ж/д станции (Иглино): 24 км.

## История
Деревня основана в 1891 году переселенцами из Вятской губернии. Современное название с 1932 г.. Однако даже на современных картах деревня продолжает значиться как Покровка.

## Население
| 2002 | 2009 | 2010 |
| ---- | ---- | ---- |
| 161  | ↘159 | ↗163 |

Национальный состав
Согласно переписи 2002 года, преобладающие национальности — белорусы (55 %), русские (35 %).